# Ifi Amadiume
Ifi Amadiume (Kaduna, 23 de abril de 1947) é uma poeta, antropóloga e ensaísta nigeriana. Ela ingressou no Departamento de Religião do Dartmouth College, Nova Hampshire, Estados Unidos, em 1993.

## Biografia
Nascida em Kaduna de pais de grupo étnico ibos, Ifi Amadiume foi alfabetizada na Nigéria antes de se mudar para a Grã-Bretanha em 1971. Ela estudou na School of Oriental and African Studies, Universidade de Londres, obtendo bacharelado (1978) e doutorado (1983) em antropologia social, respectivamente. Ela foi pesquisadora por um ano na Universidade da Nigéria, na cidade de Enugu, ensinou e lecionou no Reino Unido, Canadá, Estados Unidos e Senegal. Seu trabalho de campo na África resultou em duas monografias etnográficas relacionadas ao ibos: African Matriarchal Foundations (1987), e o premiado Male Daughters, Female Husband (Zed Press, 1987). Esta última é considerada inovadora devido ao fato de que alguns anos antes da articulação da teoria queer, ela argumentava que o gênero, tal como construído no discurso feminista ocidental, não existia na África antes da imposição colonial de uma compreensão dicotômica de diferença sexual. Seu livro de ensaios teóricos, Reinventing Africa, foi publicado em 1998. Excertos de sua obra estão incluídos na antologia Daughters of Africa (1992).
Como poeta, ela participou do Festac '77, o Segundo Festival Mundial de Artes e Cultura Negra e Africana, e sua coleção de 1985, Passion Waves, foi indicada ao Prêmio de Poesia da Commonwealth. Ela ganhou o Prêmio Flora Nwapa Society por seu livro de poesia de 2006, Circles of Love.
Ela faz parte do conselho consultivo do Centro para Democracia e Desenvolvimento, uma organização não governamental que visa promover os valores da democracia, paz e direitos humanos na África, particularmente na sub-região da  África Ocidental.
Amadiume é amplamente considerada por seu trabalho pioneiro no discurso feminista: "seu trabalho fez enormes contribuições para novas formas de pensar sobre sexo e gênero, a questão do poder e o lugar das mulheres na história e na cultura". Ela, no entanto, atraiu críticas por sua "suposição de que [a] mulher é necessariamente igualada à paz e ao amor".

## Obras publicadas

### Poesia
- Passion Waves, Londres: Karnak House, 1985, ISBN 978-0907015239. (em inglês)
- Ecstasy, Longman Nigéria, 1995. Association of Nigerian Authors 1992 Literary Award for Poetry. ISBN 978-1856498067ISBN 978-1856498067 (em inglês)
- Circles of Love, Africa World Press, 2006, ISBN 978-1592214891 (em inglês)
- Vozes vestidas de preto, Africa World Press, 2008, ISBN 978-1592215935 (em inglês)

### Antropologia
- African Matriarchal Foundations: The Igbo Case, Londres: Karnak House, 1987, ISBN 978-0-907015-27-7 (em inglês)
- Male Daughters, Female Husbands: Gender and Sex in an African Society, Londres: Zed Press, 1987, ISBN 0-86232-595-1. St. Martin’s Press, 1990. (em inglês)
- Re-inventing Africa: Matriarchy, Religion and Culture, Interlink Publishing Group, 1997, ISBN 1-85649-534-5 (em inglês)
- The Politics of Memory: Truth, Healing, and Social Justice (edited, with Abdullahi A. An-Na’im), London: Zed Books, 2000. ISBN 978-1856498432ISBN 978-1856498432 (em inglês)
- Daughters of the Goddess, Daughters of Imperialism: African Women Struggle for Culture, Power and Democracy, London: Zed Books, 2000. ISBN 978-1856498067ISBN 978-1856498067 (em inglês)